# Ghost of Yōtei
Ghost of Yōtei es un próximo videojuego de acción-aventura en desarrollo por Sucker Punch Productions y distribuido por Sony Interactive Entertainment. El jugador controla a Atsu, una renegada de origen ainu en el Japón del año 1603, en la zona del monte Yōtei. El juego es una secuela de Ghost of Tsushima (2020) y su lanzamiento está previsto para la plataforma PlayStation 5 el 2 de octubre de 2025.

## Sinopsis
Ghost of Yōtei girará en torno a la temática de «venganza del desamparado», siguiendo a la protagonista Atsu, interpretada por Erika Ishii. La historia ocurre en el año 1603, 329 años luego de los eventos del primer juego, en la región del monte Yōtei, en la isla japonesa de Hokkaido.

## Desarrollo
El equipo de desarrollo de Sucker Punch Productions visitó en múltiples ocasiones el norte de Japón. El director creativo Jason Connell quedó fascinado por la belleza del monte Yōtei, contemplándolo durante horas. Grabaron sonidos de la naturaleza durante su visita en el Parque Nacional de Shiretoko. El director creativo Nate Fox quería que la secuela de Ghost of Tsushima mantuviese los elementos centrales de este: «transportando al jugador al romance y a belleza del Japón feudal». Los desarrolladores destacaron que los jugadores tendrán más control sobre la narrativa y elecciones de Atsu, en comparación con Ghost of Tushsima.
El juego se anunció por primera vez en la conferencia de Sony State of Play del 24 de septiembre de 2024.